# レナード・ラッセル
レナード・ラッセル（Leonard Russell 1969年11月17日- ）はカリフォルニア州ロングビーチ出身の元アメリカンフットボール選手。現役時代のポジションはランニングバック。
アリゾナ州立大学から1991年のNFLドラフト1巡目全体14番目にニューイングランド・ペイトリオッツに指名されて入団した。1991年には全16試合に出場し959ヤードを走り4タッチダウンをあげてAP通信が選ぶオフェンシブルーキー・オブ・ザ・イヤーに輝いたが2年目の1992年には11試合出場390ヤードに終わった。1993年のシーズン開幕前にボストンのナイトクラブで刺される事件もあったが、再び全16試合に出場し1088ヤードを走り7タッチダウンをあげたがNFLへのフリーエージェント制度導入に伴い、彼の代理人はペイトリオッツ以外のチームとの契約を目指したがなかなか興味を持つチームは現れなかった。あるゼネラルマネージャーは彼は良いランニングバックだがもっとヤードを稼げる場面でもプレーを終える場面が多く見られたため我々は彼の獲得に興味はないと言われた。
デンバー・ブロンコスと契約した彼は14試合でチームトップの620ヤードを走りAFC5位タイの9タッチダウンをあげたが首の負傷のため最後の2試合は起用されなかった。1995年セントルイス・ラムズでは最初に2試合で1プレーあたり5.4ヤードを稼いだがホールドアウトしていたエースRBのジェローム・ベティスが復帰すると出番が減り、13試合に出場したもののキャリア最低の203ヤードしか走れなかった。シーズン中彼はラムズにトレードに出してもらうよう訴えたが聞き入れられずシーズン終了と共にクビになった。1996年にサンディエゴ・チャージャーズのGM、ボビー・ベサードは5年キャリアのある選手としては最低年俸にあたる275,000ドル及びインセンティブつき契約で彼を獲得した。彼はネイトロン・ミーンズがジャクソンビル・ジャガーズに去り、ロドニー・カルバーをバリュージェット航空592便墜落事故で失ったチームの先発RBとなったがそのシーズンでNFLでのキャリアを終えた。
チャージャーズのヘッドコーチだったボビー・ロスによるとランナーとしてだけでなく、パスプロテクションにも優れており良いレシーバーと評価されている。